# Marché aux puces
Pour les articles homonymes, voir puce.
 (avril 2013).

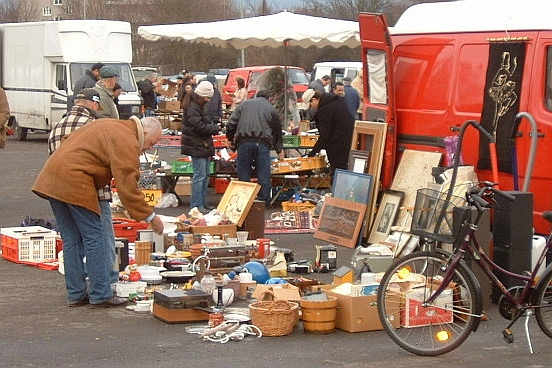
Clients dans un marché aux puces du quartier de Berkersheim à Francfort-sur-le-Main (Allemagne).

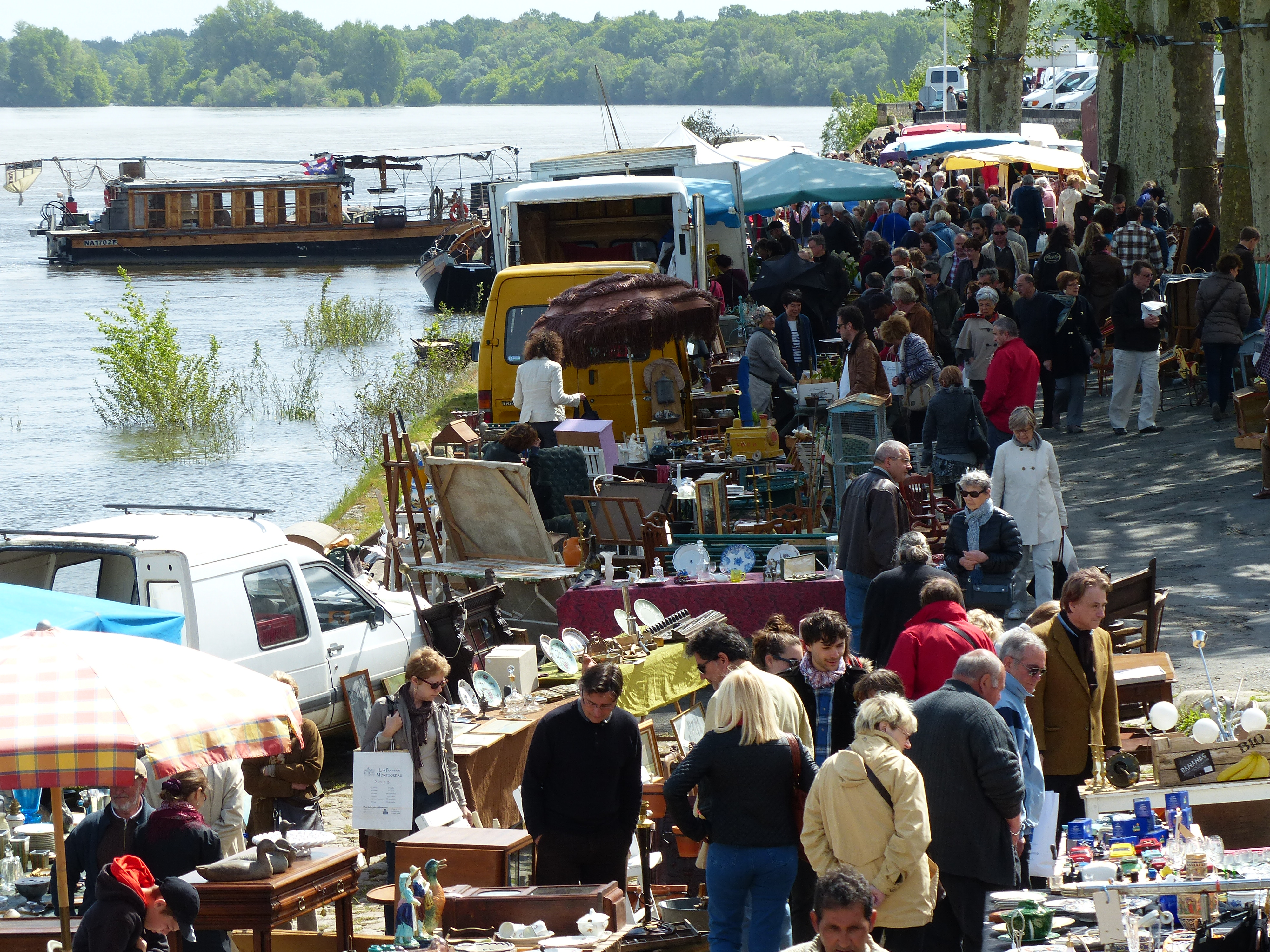
Marché aux puces de Montsoreau, Val de Loire, France.

Un marché aux puces est un marché en plein air ne vendant pas d'alimentation et ne proposant à l'origine que de la brocante et de la fripe. On parle aussi familièrement des Puces.

## Origine de l'expression
Les puces sont des insectes parasites dont on a toujours supposé, à tort ou à raison, qu'ils infestaient les vieux vêtements pleins de vermine vendus par les chiffonniers, « puces comprises ». L’expression « marché aux puces » devient rapidement populaire à la fin du XIXe siècle et apparaît dès 1900 sur les légendes des cartes postales représentant des vues de la porte de Clignancourt ou de l’avenue Michelet. On peut ajouter que les noms désignant toutes sortes de parasites ont souvent été associés à l’idée de pauvreté et de saleté, voire de misère et de crasse, comme dans « sac à puces » (chien ou chat errant), « pucier » (matelas ou grabat), « pouilleux » (mendiant, clochard), « nid à punaises » (lit), etc. et qu’à l’origine ces marchés ne proposaient que des rebuts récupérés dans les ordures par les chiffonniers.

## Marchés aux puces en France

### Marchés aux puces parisiens
Les marchés aux puces parisiens, dits « les puces », puisent leurs origines dans les marchés au Moyen Âge qui ont lieu dans le centre de la ville, mais les récupérateurs, chassés de ces lieux, s'établissent vers l'extérieur de Paris pour former de petits marchés constamment en évolution, tels le marché des Patriarches créé aux alentours de 1350. Richelieu interdit en 1635 ce commerce de récupération à l'intérieur de la capitale pour privilégier le commerce d'objets neufs. Les petits marchés de friperie et de bric-à-brac où se vendent des objets usés plus accessibles au peuple se développent à la périphérie, notamment sur les « fortifs » à partir des années 1840 qui permettent aux marchands (ces récupérateurs étant appelés crocheteurs, chiffonniers ou « chiftires », « biffins » ou plus poétiquement « pêcheurs de lune ») de s'installer sans payer d'octroi.  

#### Marché aux puces de la porte de Clignancourt et de Saint-Ouen

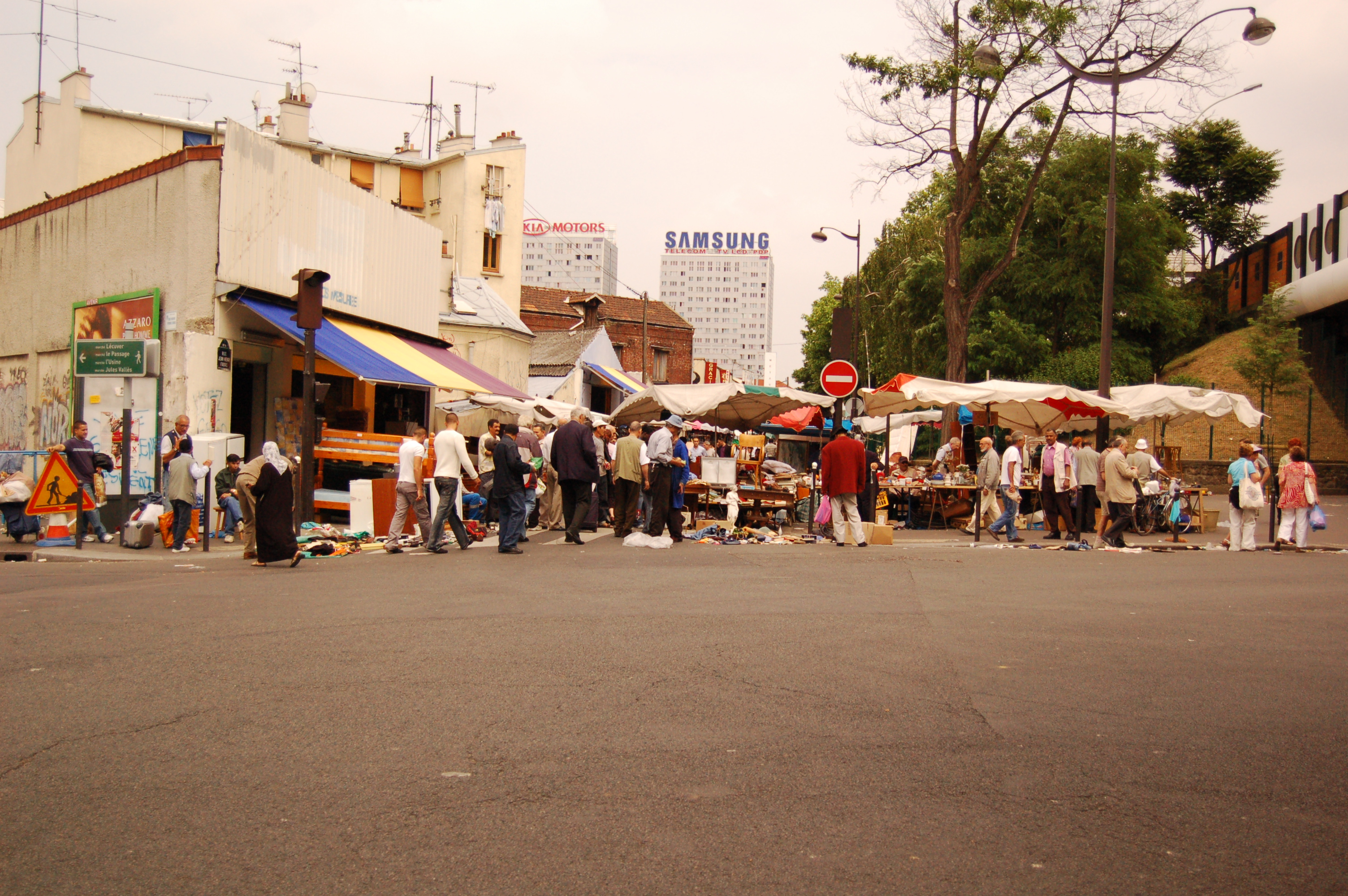
Entrée des puces de Saint-Ouen.

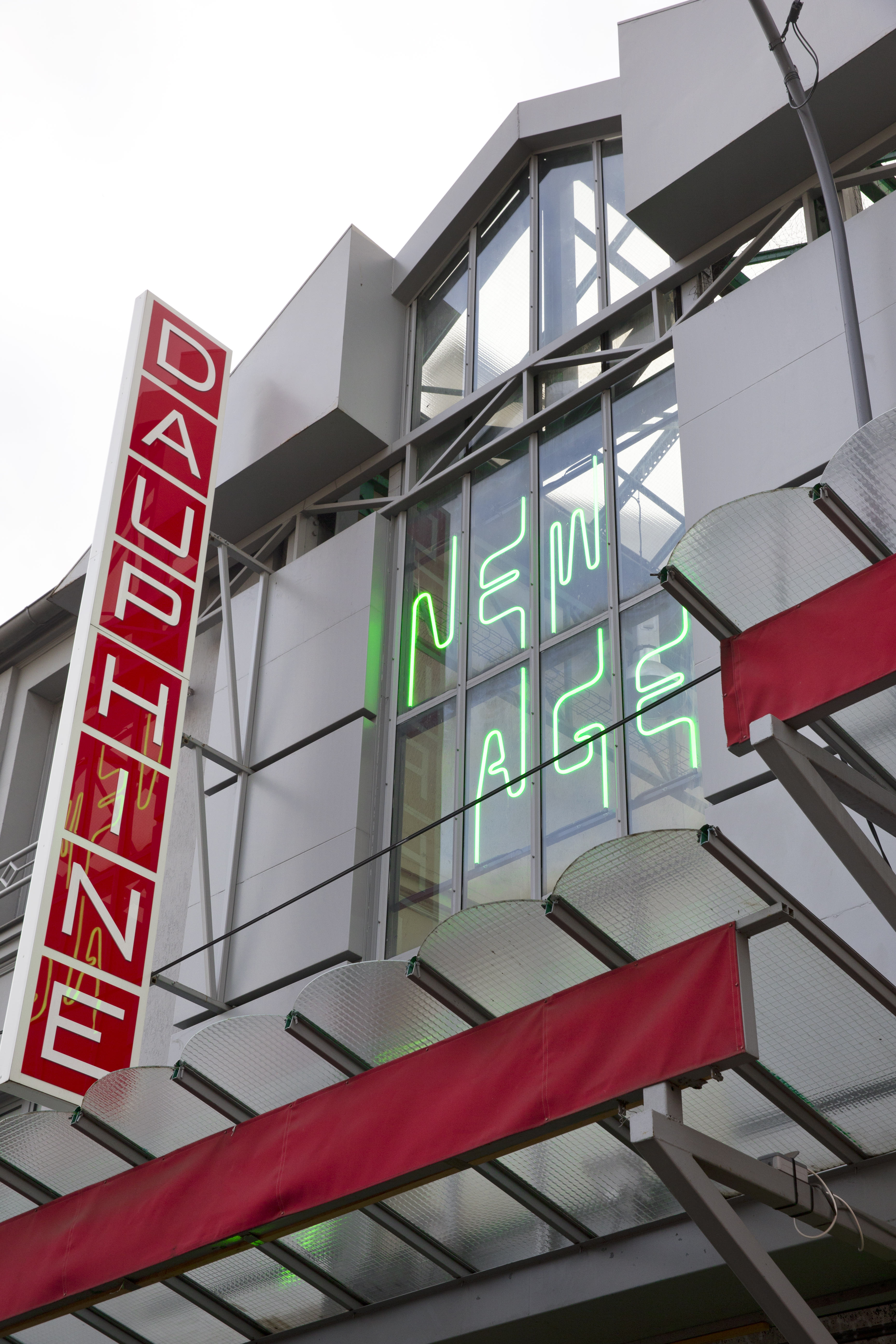
Entrée du marché Dauphine

Le marché aux puces de Saint-Ouen naît officiellement en 1885 bien qu'il fût déjà un marché occupé par les gens du voyage : des chiffonniers de Paris s’y installent car l'activité des biffins, « la biffe », bruyante, incommode les Parisiens et l'arrêté préfectoral relatif à l'enlèvement des ordures ménagères d'Eugène Poubelle en 1884 (création de la poubelle) les prive de leur matière première, qui s'entassait jusqu'alors dans les rues. Il est devenu la plus importante concentration d'antiquaires et de brocanteurs du monde, recevant près de cinq millions de visiteurs par an parmi lesquels on croise beaucoup de touristes français ou étrangers et même très souvent des célébrités.
Il se tient tous les samedis, dimanches et lundis et est desservi par les stations de métro Porte de Clignancourt (ligne 4) et Garibaldi (ligne 13) ainsi que par bus. Du fait de cette fréquence élevée, il n'est plus depuis longtemps constitué que de professionnels louant leur emplacement avec des baux d'une durée minimale de trois, six ou neuf ans.
Il se subdivise en plusieurs marchés, dont :
- le marché Biron,
- le marché de l’Entrepôt,
- le marché Vernaison,
- le marché Malik,
- le marché Dauphine,
- le marché Paul-Bert,
- le marché Serpette

Les marchés Paul-Bert et Serpette ont été, entre 2005 et 2014, la propriété du Groupe Grosvenor qui gère les actifs de Gerald Cavendish Grosvenor, duc de Westminster ; ils appartiennent maintenant à un entrepreneur français.
En 2013, le Marché Dauphine, lieu incontournable des célébrités, accueille en son sein la Maison Futuro, OVNI architectural des années 70, qui sert à présent de lieu d'exposition. 
En marge du marché d'antiquités, de foisonnants commerces de vêtements et d'articles de fantaisie occupent les rues environnantes. Il est également le terrain de ventes de certains vendeurs à la sauvette, notamment dans les parties du marché situées sur le territoire de la ville de Paris, rue Jean-Henri-Fabre et avenues de la Porte-de-Clignancourt et de Montmartre (y compris sous le périphérique), dans le 18e arrondissement.
Les puces de Saint-Ouen ont servi de décor à de nombreux films, tels Zazie dans le métro, de Louis Malle en 1960, ou Minuit à Paris, de Woody Allen en 2011.

#### Marché aux puces de la porte de Vanves

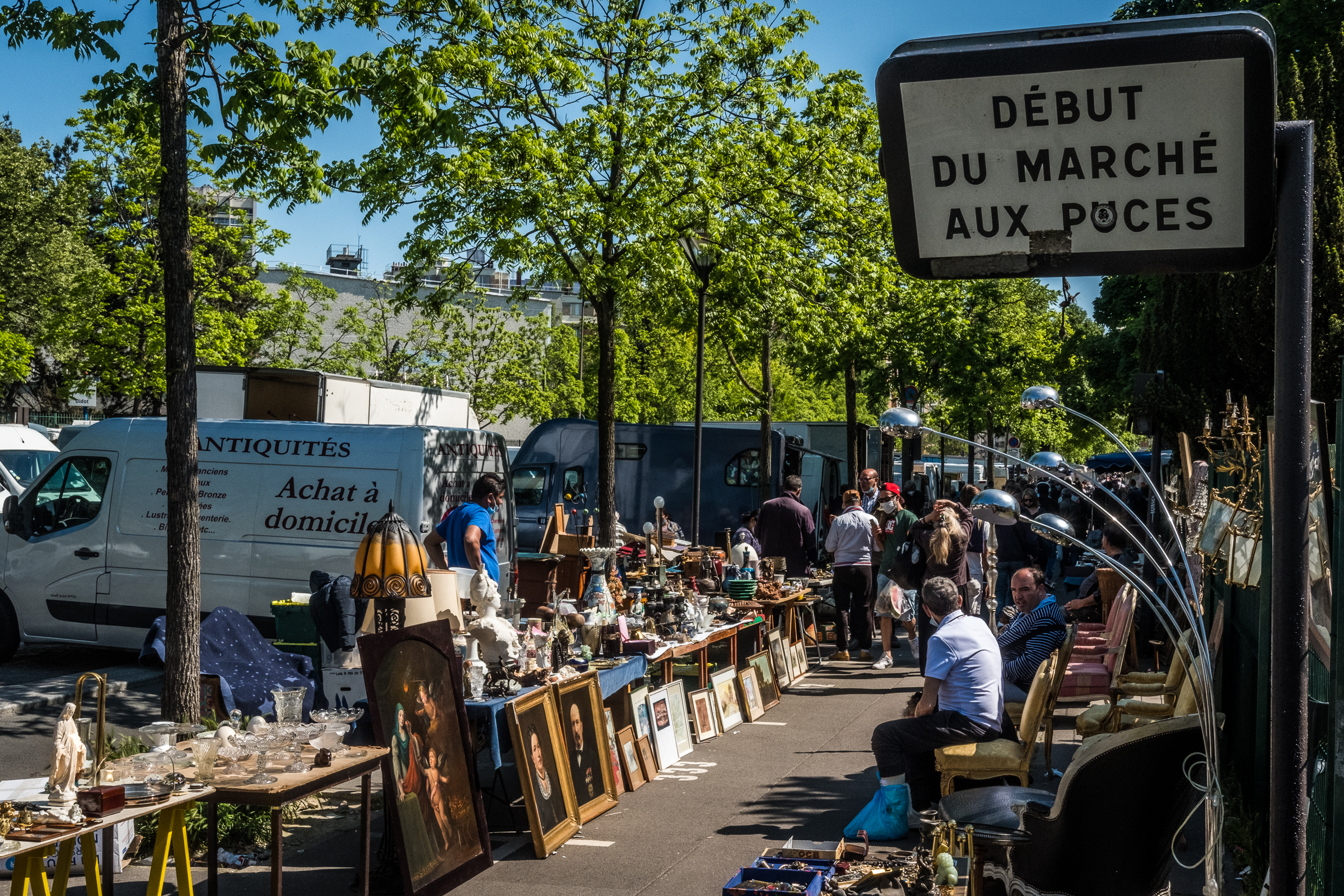
Marché aux Puces de la Porte de Vanves

Le marché aux puces de la porte de Vanves est le seul marché d'antiquités brocante intra-muros de Paris. Il se tient en plein air le samedi et dimanche dans l’avenue Marc-Sangnier (jusqu'à 13 h) et l’avenue Georges-Lafenestre (jusqu'à 17 h) dans le 14e arrondissement de Paris, en bordure du périphérique Sud. 

#### Marché aux puces de la porte de Montreuil
Le marché aux puces de la porte de Montreuil existe depuis 1860. Il se tient les samedis, dimanches et lundis avenue du Professeur-André-Lemierre à Paris 20e, à la lisière de Montreuil.

### Principaux marchés aux puces en France hors Paris

#### Marché aux puces de Montsoreau, àMontsoreau
Plus important marché aux puces du Val de Loire avec une centaine de marchands et une moyenne de 10000 visiteurs par manifestation,. Les puces de Montsoreau ont été créées en 1990 par la municipalité et les antiquaires de cette cité classée parmi les plus beaux villages de France, elles se tiennent le deuxième dimanche de chaque mois, toute l'année. L'organisation de ce marché aux puces présente la particularité de convoquer les brocanteurs et antiquaires à 5h30 et de tirer au sort les emplacements disponibles sur les quais du vieux-port.

#### Marché aux puces du Canal, àVilleurbanne

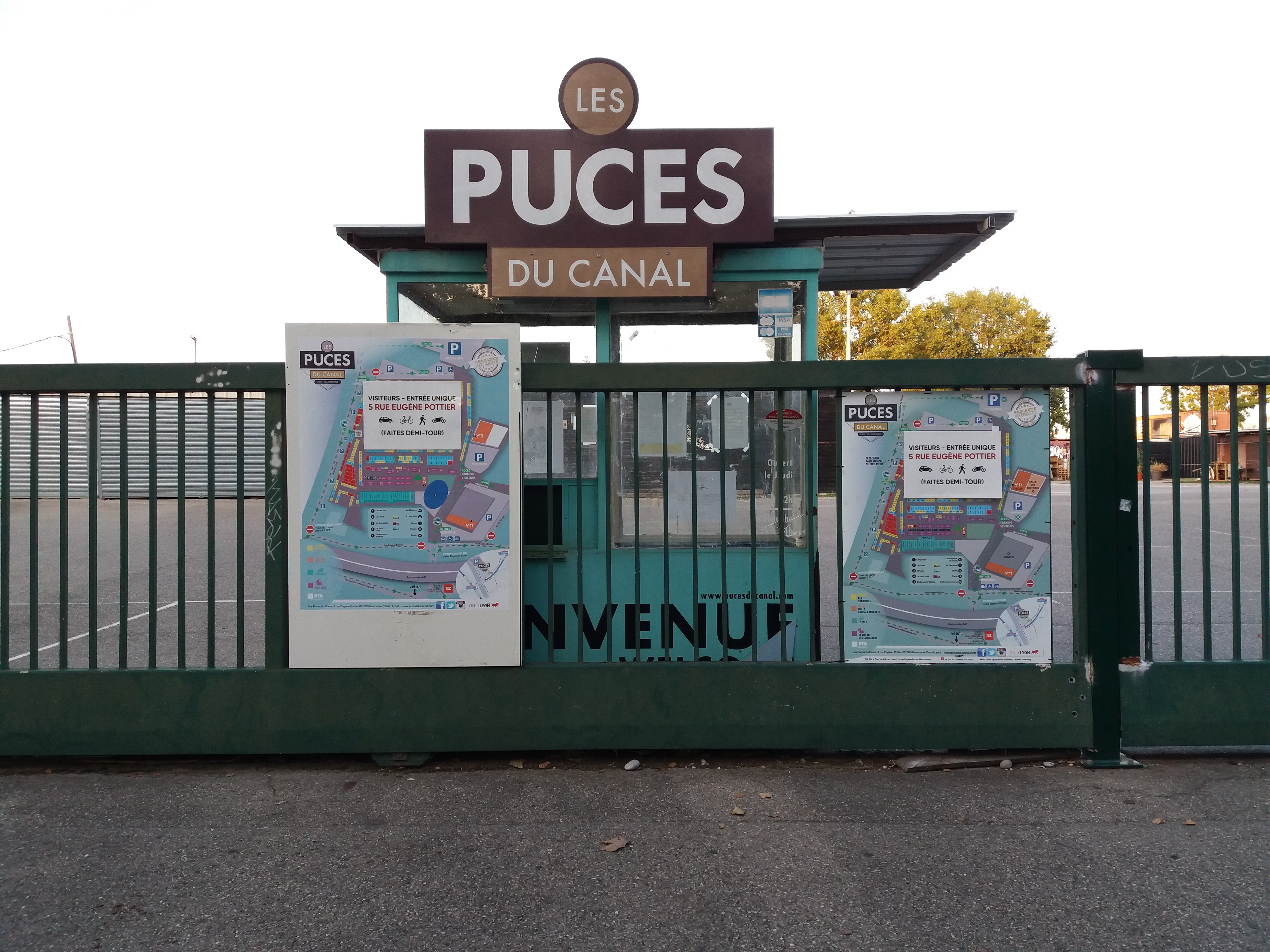
L'entrée des Puces du Canal

Deuxième marché aux puces de France, avec ses quatre cents marchands et ses milliers de visiteurs chaque semaine. L’arrivée des puces au Canal s’est faite le 24 septembre 1995, mettant un terme aux marchés aux puces « baladeurs ». Installés à l’origine place Rivière, ils durent quitter leur site historique pour des raisons urbanistiques au début des années 1970. Ils s’installèrent alors à la Feyssine. Mais la construction du périphérique nord, dont le tracé passait par là, condamna ce site. Dans un premier temps, les puces mirent le cap à l’ouest en direction des anciens docks de Vaise, eux aussi promis à un bel avenir urbanistique puisque la Ville de Lyon avait prévu de faire de ce haut lieu de l’industrie lyonnaise un pôle d’accueil pour des entreprises spécialisées en nouvelles technologies. Abandon, donc, du marché aux puces, qui aurait pu continuer à jouer les baladeurs sans l’initiative heureuse de Denise David qui, assistée d'amis professionnels, dénicha le Canal. Outre l’espace qu’il permettait, l’endroit présentait aussi l’avantage d’être voisin de la Feyssine, dont les plus vieux chineurs gardaient la nostalgie. Le Canal est devenu le lieu réputé de la brocante pour Lyon et toute la région.
Les Puces du Canal de Lyon-Villeurbanne connaissent un récent changement de direction, de ce fait, de nouvelles impulsions de développement ont vu le jour sous la direction de Jacques Chalvin et Stéphan Blanchet. Rachetées en 2013 par Jacques Chalvin qui leur donne une nouvelle impulsion sous le label "Puces du Grand Lyon", le coup d'envoi est lancé le week-end du 5 octobre 2013 par l'anniversaire des Puces, qui soufflaient leurs dix-huit bougies. Cette émancipation, inhérente à la majorité des marchés aux puces, s'est déclarée par l'inauguration officielle du Village des containers, nouveau pôle d'animation qui s'ajoute à la cartographie existante des quatre cents marchands présents tous les dimanches. Les Puces grandissent, se transforment, et ont pour volonté de ponctuer l'année par des événements mensuels fédérateurs et originaux.
Héritières des foires de Lyon créées en 1420 sous la dynastie des Valois, les premières puces lyonnaises s'organisent d'abord dans le quartier de la Guillotière sur la rive gauche du #Rhône au niveau de l'ancienne Fosse aux Ours. En 1908, avec des travaux d'urbanisme et la construction du palais de la Mutualité, les puces déménagent à Villeurbanne, au Tonkin. Puis, en 1973 elle s'éloigne de nouveau pour occuper un terrain à la Feyssine. Mais les travaux du périphérique nord entrainent un nouveau déménagement des puces du côté de Vaise, dans les friches du quartier de l'industrie. Mais le développement urbain contraint de  nouveau les puces à déménager. Cinq hectares leur sont consacrés le long du canal de Jonage.

#### Marché aux puces de la Madrague-Ville, àMarseille
Le marché aux puces de Marseille, dit « de la Madrague-Ville », est situé dans le quartier des Crottes, dans le 15e arrondissement, le long du Chemin de la Madrague-Ville. C'est un immense lieu où différents hangars dédiés notamment aux meubles de brocante et aux produits de seconde main s'ouvrent sur une place commune. Un dernier hangar rempli de fruits et légumes provenant des quatre coins du monde permet même d'y faire son marché.

#### Autres marchés aux puces
Il existe également de nombreux autres marchés aux puces dans tout le reste de la France, comme à Perpignan, Nîmes, Orléans, Montpellier, Toulouse (Linquet), etc. La Braderie de Lille est considérée comme le plus grand marché aux puces d'Europe, bien qu'elle inclut de nombreux éléments en dehors du marché aux puces en lui-même.

## Marchés aux puces ailleurs dans le monde

### Belgique
À Bruxelles, un marché aux puces se tient place du Jeu de balle tous les matins depuis 1873. Il est jumelé avec celui de Saint-Ouen (France), comme l'indique une plaque sur une façade, à gauche de la caserne des pompiers.
À Charleroi se tient annuellement depuis 1989 la brocante des Quais durant le week-end du solstice d'été.

### Canada
Le Canada comporte lui aussi un grand nombre de marchés aux puces. Ils se retrouvent principalement dans le sud du Québec et de l'Ontario, plus précisément le long du fleuve Saint-Laurent et des grands lacs.